# Amerindia
 (mai 2016).
Si vous disposez d'ouvrages ou d'articles de référence ou si vous connaissez des sites web de qualité traitant du thème abordé ici, merci de compléter l'article en donnant les références utiles à sa vérifiabilité et en les liant à la section « Notes et références ».
Amerindia est une revue d'ethnolinguistique amérindienne publiée régulièrement depuis 1976 avec le concours du CNRS.
Elle a pour but de contribuer au développement des études amérindiennes en publiant des articles de linguistique portant sur les langues indigènes d'Amérique, ainsi que des documents et des textes dans ces langues, analysés d'un point de vue linguistique et ethnographique.
La revue est plurilingue depuis l'origine et publie des articles en français, anglais, espagnol et portugais.

Comité de rédaction et comité scientifique
Amerindia est éditée par l'Association d'Ethnolinguistique Amérindienne (A.E.A.). Sa direction scientifique est assurée par les membres du Centre d'Études des Langues Indigènes d'Amérique (CELIA), créé par le linguiste Bernard Pottier, et appartenant depuis 2010 au laboratoire SeDyl (CNRS-IRD-INALCO).

Son comité scientifique est constitué de spécialistes mondialement reconnu.es des langues et cultures amérindiennes. En 2019, il est composé de:
- Willem ADELAAR, Université de Leyde;
- Una CANGER, Université de Copenhague;
- Patience EPPS, Université de Texas, Austin;
- Michael FORTESCUE, Université de Copenhague;
- Bruna FRANCHETTO, Université Fédérale de Rio de Janeiro;
- Spike GILDEA, Université d’Oregon, Eugene;
- Lucia GOLLUSCIO, Université de Buenos aires;
- Sergio MEIRA, Museu Paraense Emilio Goeldi, Bélem;
- Marianne MITHUN, Université de Californie, Santa Barbara;
- Pieter MUYSKEN, Université de Rabdoud, Nijmegen;
- Bernard POTTIER, Institut de France;
- Anthony WOODBURY, Université de Texas, Austin;
- Roberto ZAVALA, CIESAS, San Cristóbal de las Casas.

Périodicité et ligne éditoriale
La revue est publiée au rythme d'un numéro annuel. A ces parutions régulières s’ajoutent quelques numéros des Chantiers Amerindia qui ont vocation à publier des monographies (éléments de grammaire par exemple) ou des études sur un phénomène linguistique ou culturel particulier.  Il faut signaler également l’existence de 7 « numéros spéciaux » de la revue, hors collection.  
Les publications abordent différentes perspectives :
- l'analyse de la structure des langues (articles et monographies de linguistique, sans restriction de cadre théorique, mais en assurant la présence et le recours à des faits d'observation);
- la présentation, l'analyse et le commentaire de textes et discours dans ces langues, qu'ils soient modernes ou anciens, traditionnels ou non (articles et travaux de philologie, de tradition orale);
- l'observation et l'analyse des pratiques de ces langues, et des attitudes et des pratiques envers elles (articles de politique linguistique, de sociolinguistique, de pédagogie linguistique);
- la mise en évidence de champs conceptuels relevant de la culture des sociétés amérindiennes à partir de faits linguistiques (articles d'ethnolinguistique).

Contributeurs et public
Entre 1976 et 2018 (n° 40), près de 260 auteurs et autrices différent.es ont publié des articles dans la revue, traitant de 166 langues amérindiennes, couvrant l’Amérique du Nord au Sud.
Les contributeurs à la revue sont généralement des linguistes, mais aussi des ethnologues et des archéologues dont le domaine d’étude couvre les langues et cultures autochtones des Amériques. 
Le public de la revue est constitué de spécialistes (universitaires, chercheurs.es, doctorants.es et étudiants.es) des domaines présentés ci-dessus et plus largement de toute personne intéressée par les langues et cultures amérindiennes, ce qui inclut bien entendu les membres des communautés indigènes.

Version papier
La version papier de la revue est diffusée essentiellement par un réseau de bibliothèques universitaires, via leurs fournisseurs habituels. Les destinataires sont situés en majorité aux USA et au Canada ainsi que dans différents pays européens (Allemagne, Grande Bretagne, et France bien entendu). La diffusion dans les pays d’Amérique latine souffre de difficultés liées au prix de la revue  et aux frais d’acheminement.

Diffusion en ligne
Les articles sont mis en ligne sur le site du SeDyL, un an ou un an et demi après la parution du volume papier. Un partenariat est en cours avec le portail Persée (http://info.persee.fr/missions/)  pour publier la revue en ligne avec une meilleure diffusion et un référencement plus efficace afin de toucher un public plus large.